# Batey Gonzalo
Batey Gonzalo é uma pequena vila da República Dominicana pertencente à província de Monte Plata. A principal fonte de renda é a pecuária e o cultivo de cana de açúcar.